# Hentland
Hentland – osada w Anglii, w hrabstwie Herefordshire. Leży 14 km na południe od miasta Hereford i 182 km na zachód od Londynu. W 2001 miejscowość liczyła 443 mieszkańców.